# Кизилагаш (Бурабайський район)
Кизилага́ш (каз. Қызылағаш) — село у складі Бурабайського району Акмолинської області Казахстану. Адміністративний центр Абилайхановського сільського округу.
Населення — 793 особи (2021; 1127 у 2009, 1350 у 1999, 1538 у 1989).
Національний склад станом на 1989 рік:
- казахи — 100 %.

У радянські часи село називалось Фрунзе.